# Dubthob Orgjänpa
Dubthob Orgjänpa (1230 - 1300) byl buddhistický meditační mistr, lama a učenec. Dubthob Orgjänpa byl žákem druhého karmapy, Karma Pakšiho a učitelem třetího karmapy, Rangdžunga Dordžeho. Narodil se v Latö v severním Tibetu. Buddhistickou stezku chtěl poznat postupně, tedy nejprve nauky studovat a potom na základě toho meditovat. Mezi sedmým a šestnáctým rokem proto studoval mnoho textů. Poté vstoupil do slavné klášterní školy Podong Er v provincii Cang a stal se vynikajícím učencem své doby.
Se svými výsledky nebyl spokojen, a proto vyhledal mistra Göcangpu, od kterého dostal všechny nauky Kagjü. Dubthob Orgjänpa praktikoval podle tradice Drukpa Kagjü. Cestoval po Nepálu, Indii, Číně a Pákistánu a během svých cest se setkal s mnoha učiteli, pod jejichž vedením dál studoval a meditoval. Ve věku 53 let se setkal s Karma Pakšim, který mu předal úplnou transmisi Kagjü a předpověděl, že se Orgjänpa stane učitelem 3. karmapy Rangdžunga Dordžeho.